# Museo nazionale bielorusso della storia della Grande guerra patriottica
Il Museo nazionale bielorusso della storia della Grande guerra patriottica (in bielorusso Беларускі дзяржаўны музей гісторыі Вялікай Айчыннай вайны?; in russo Белорусский государственный музей истории Великой Отечественной войны?, Belorusskij gosudarstvennyj musej istorii Velikoy Otečestvennoj vojny) è un museo statale di Minsk, capitale della Bielorussia. È uno dei più grandi musei di guerra del mondo: riunisce una vasta collezione di oggetti, uniformi, armi, fotografie e documenti risalenti alla seconda guerra mondiale. Queste testimonianze rievocano la lotta dell'Armata Rossa e dei bielorussi contro i nazisti e ricordano al visitatore che la Bielorussia fu uno dei luoghi più colpiti dalla guerra. È tuttora l'ultimo edificio al mondo in cui sventola ancora la Bandiera dell'Unione Sovietica.

## Storia

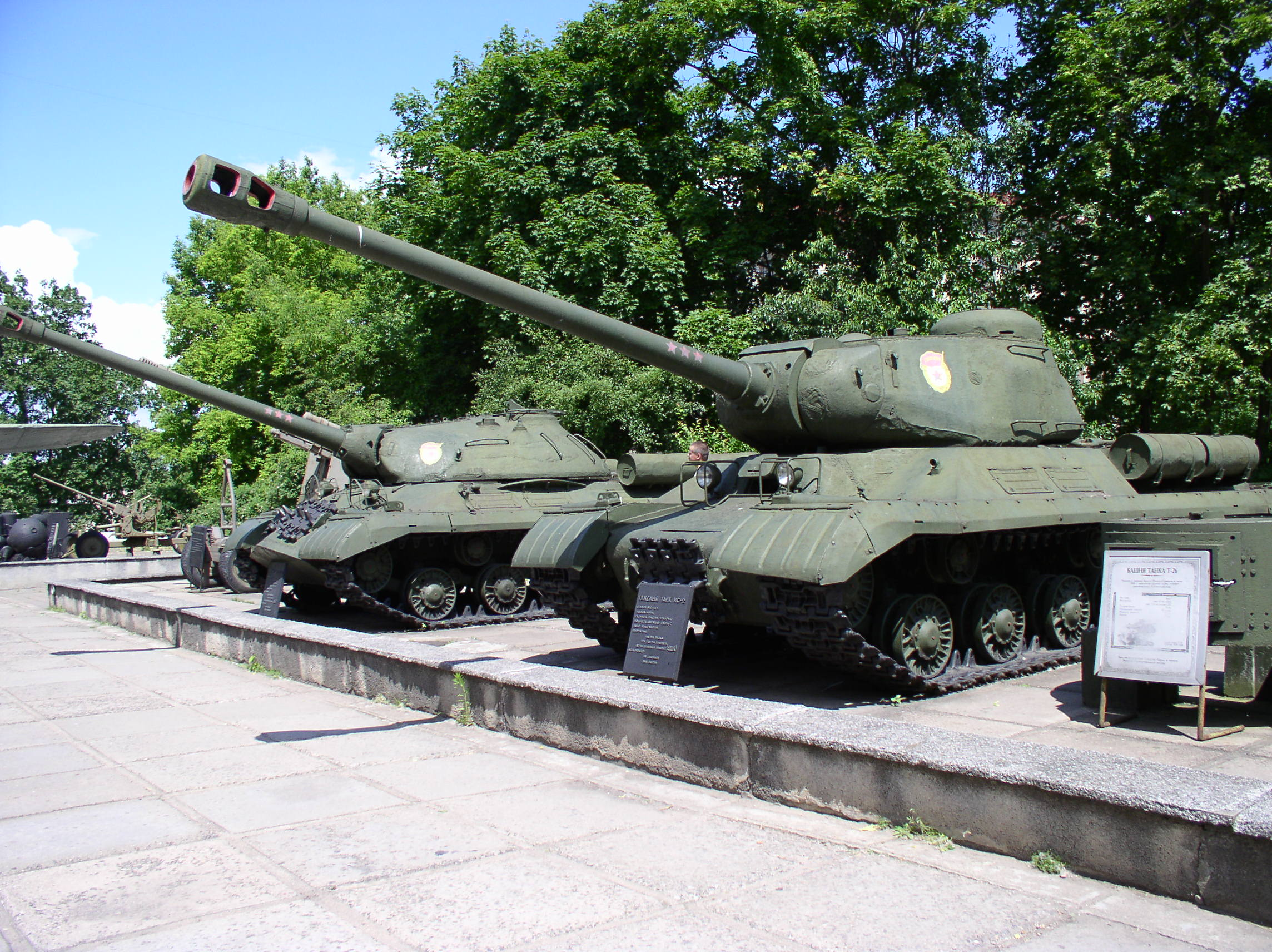
Carri armati sovietici in mostra accanto al vecchio museo di viale dell'Indipendenza

Il Comitato Centrale del Partito Comunista Bielorusso decise nel 1942 di istituire una commissione per raccogliere testimonianze dell'eroismo bielorusso contro i nazisti. Ben presto si formò una ricca collezione, composta da armi artigianali, giornali della Resistenza, fotografie, cimeli ed effetti personali dei soldati. Il comitato raccolse anche opere d'arte realizzate da artisti arruolati, che immortalarono l'orrore della guerra nel loro tempo libero. 
Questi oggetti furono esposti per la prima volta a Mosca nel novembre 1942, poi furono inviati a Minsk alla fine della guerra, quando la città non era altro che un campo di rovine. Questa collezione fu quindi l'unica nell'Unione Sovietica dedicata alla seconda guerra mondiale. 
Nel 1966 le collezioni furono collocate nella sede del museo, situato nel cuore di Minsk, in viale dell'Indipendenza. 
Nel 2014 il museo si è trasferito in un nuovo edificio situato in viale dei Vincitori. 

## Nuova costruzione

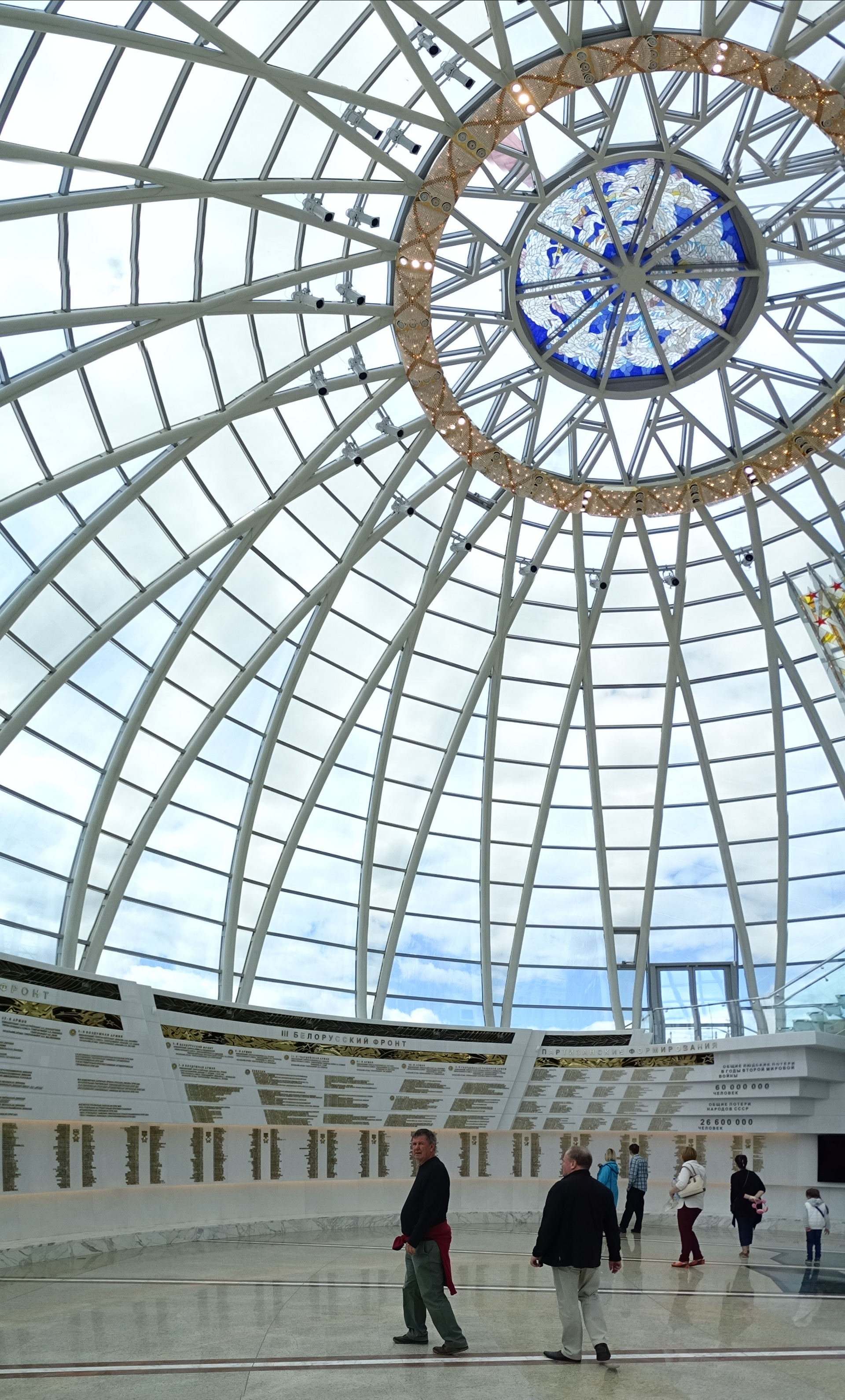
Sala della Vittoria

Il nuovo edificio e il suo obelisco, dedicati a "Minsk - città degli eroi", è un insieme architettonico unico. La facciata principale del museo rappresenta i raggi simbolici dei fuochi d'artificio della Vittoria. Su ogni trave sono incisi rilievi che rappresentano episodi della guerra. 
Architettonicamente, il museo è composto da quattro sottosezioni, una per ogni anno di guerra. Sono uniti dalla galleria "La strada della guerra". 
Il museo dispone di dieci sale espositive oltre alla Sala della Vittoria, situata sotto la grande cupola di vetro. 
L'area totale è di 15 000 m², mentre l'area espositiva è di 3 600 m². 
La collezione del museo contiene circa 143 000 reperti. 
Le dieci sale espositive seguono l'ordine cronologico delle vicende storiche (dal periodo prebellico alla liberazione del paese). La Sala della Vittoria è un memoriale in cui sono immortalati i nomi degli Eroi dell'Unione Sovietica e sono elencate le formazioni militari che hanno ricevuto decorazioni per la liberazione della Bielorussia.

## Galleria d'immagini

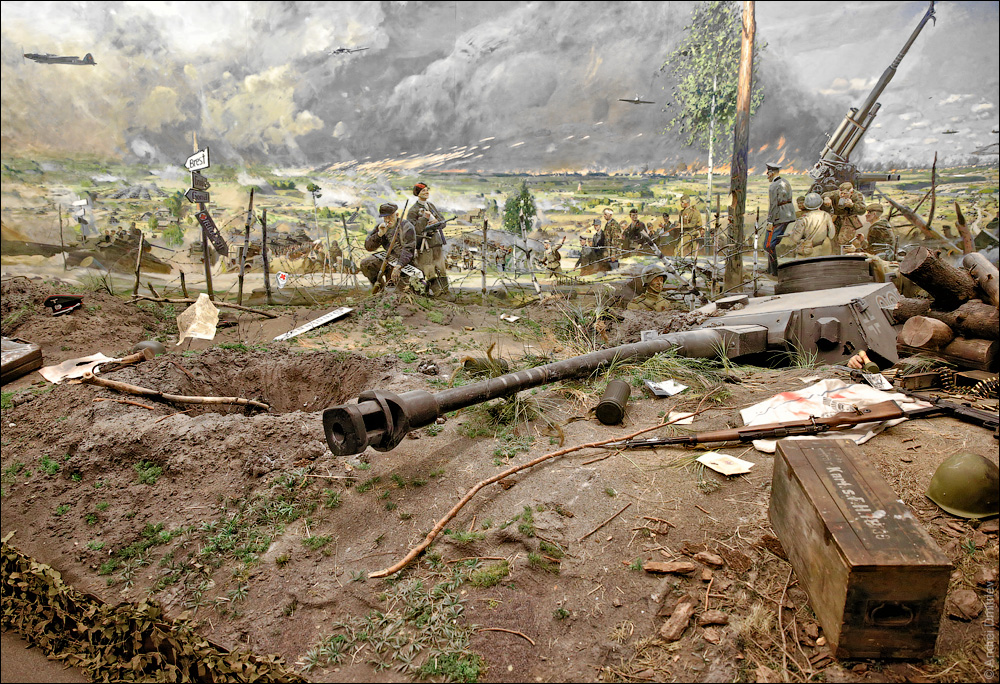
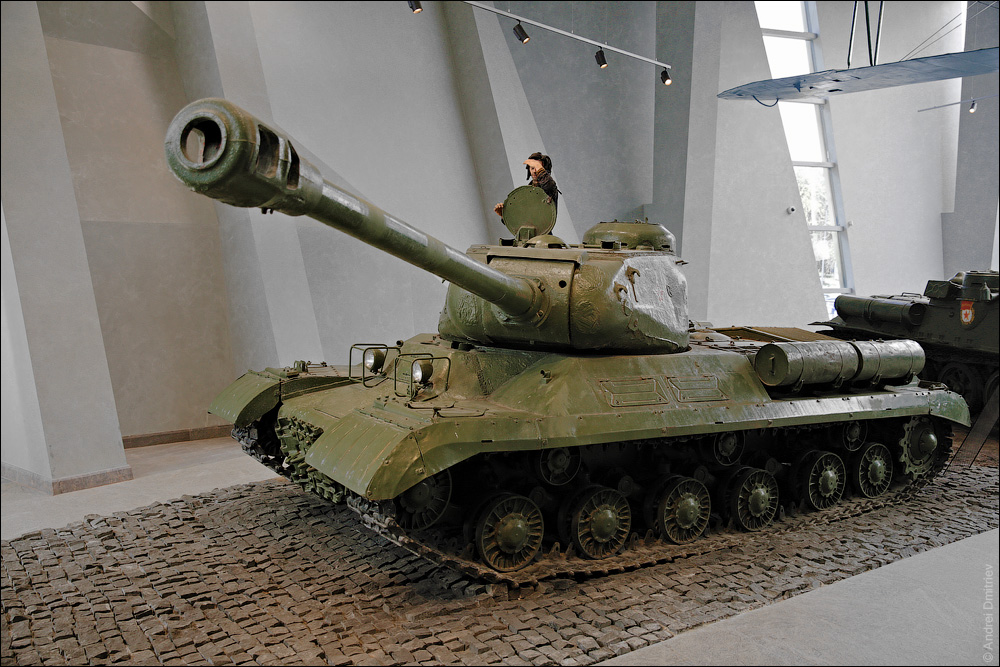
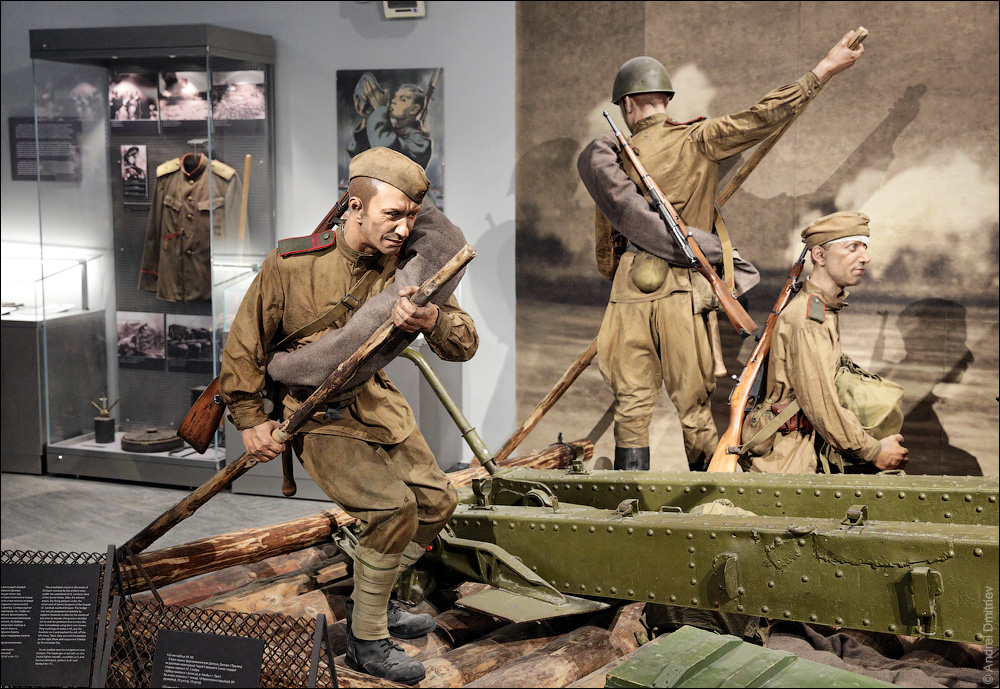
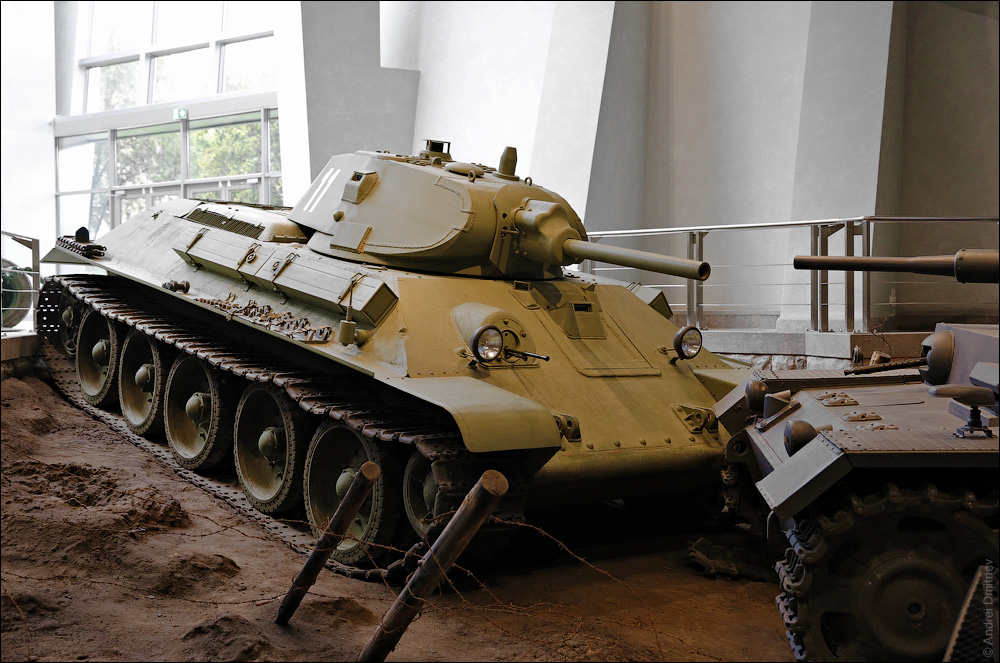
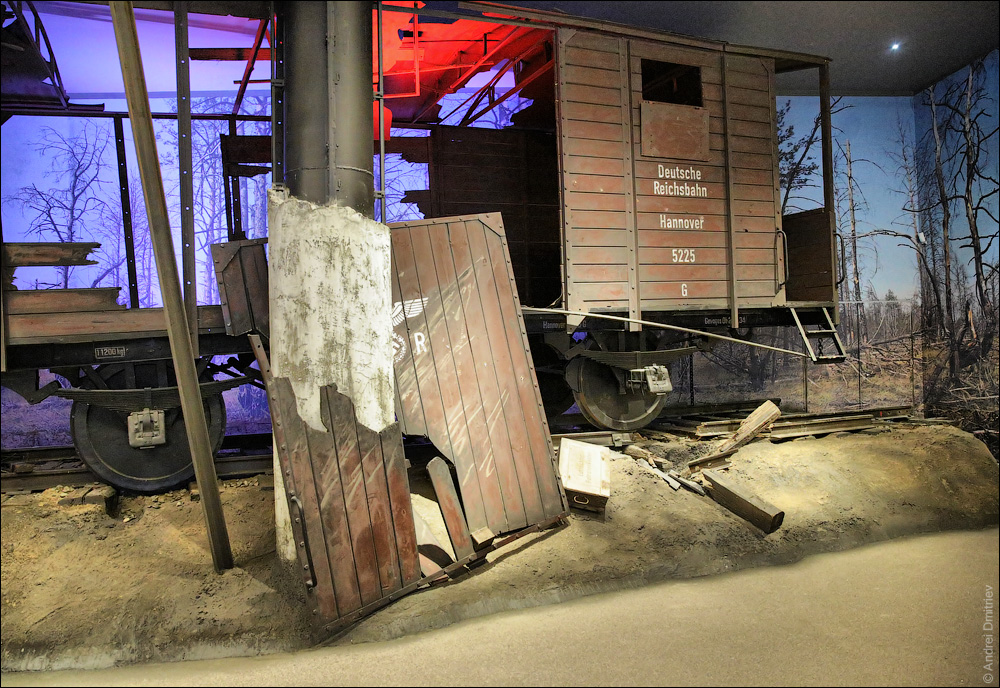
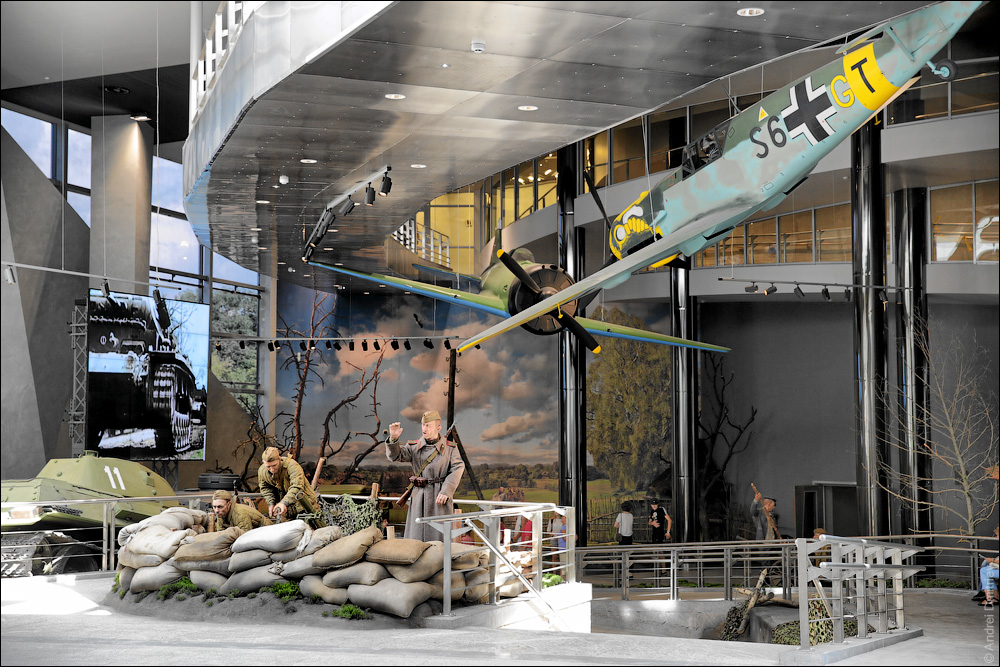
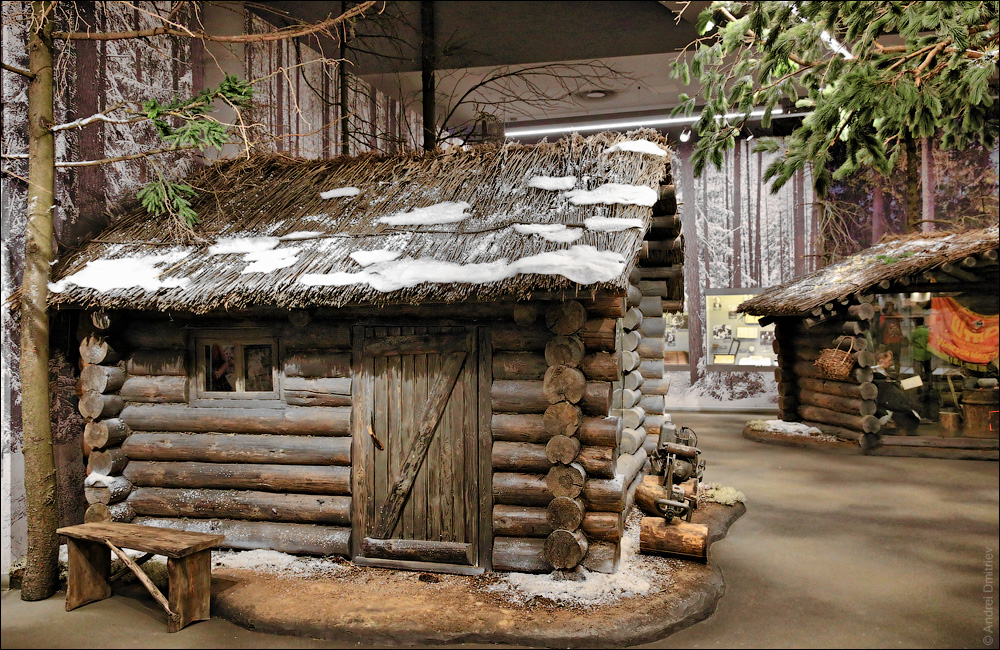
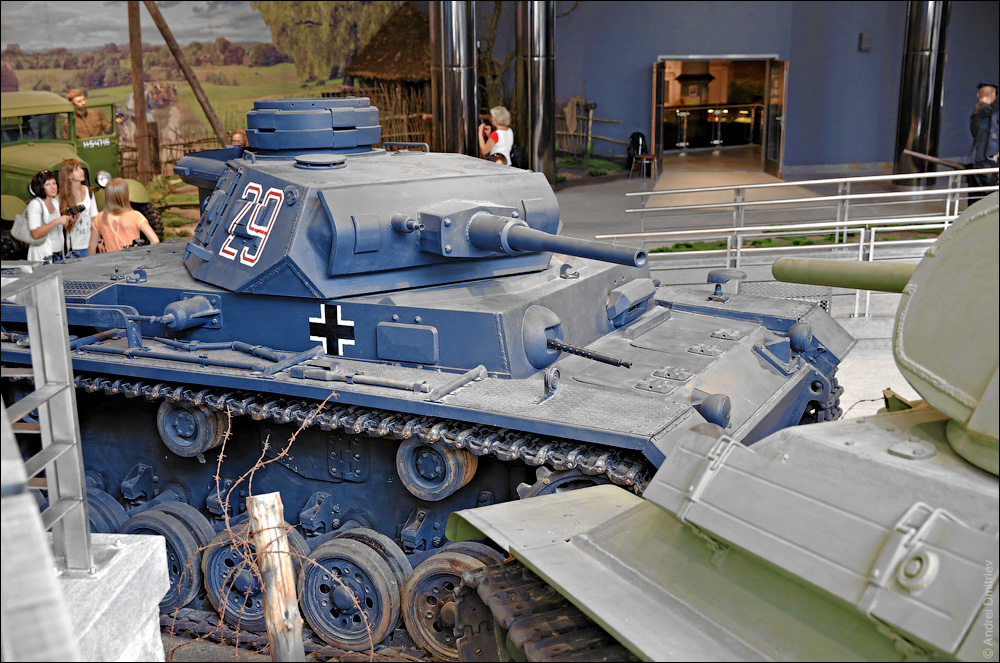
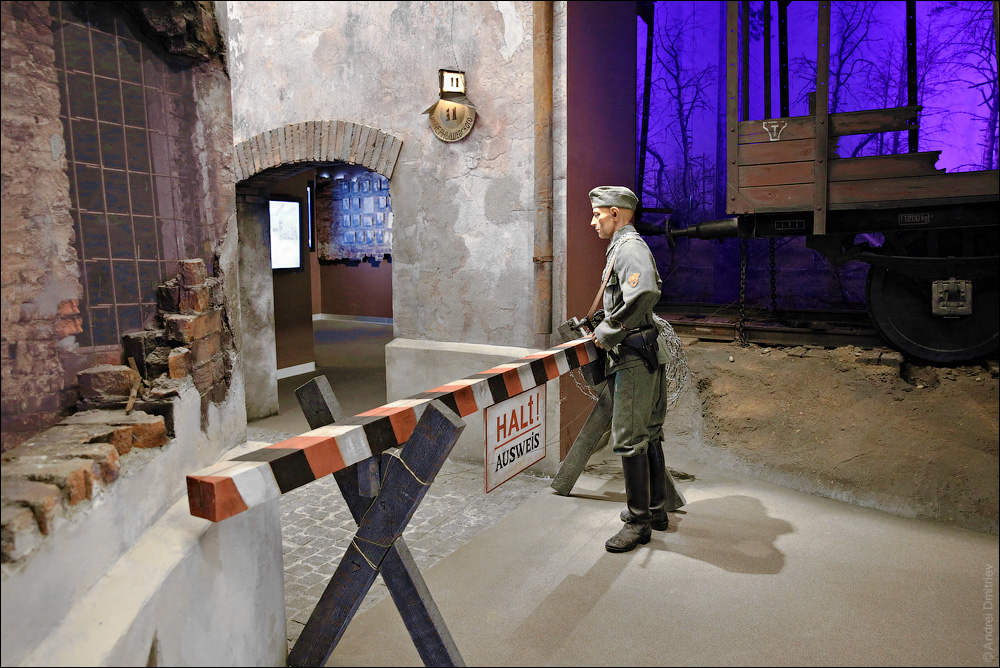
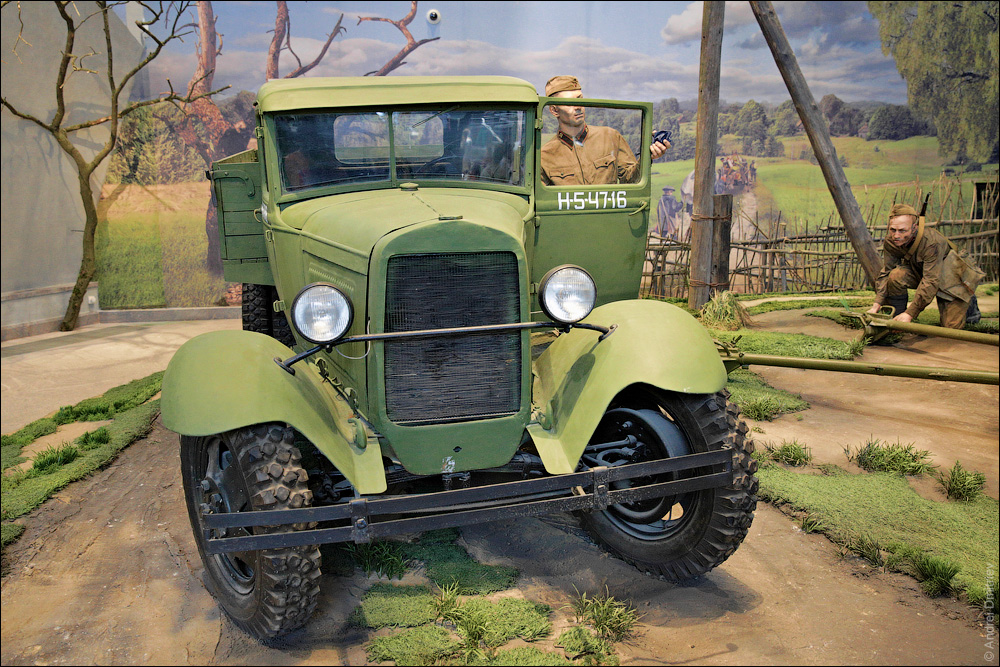
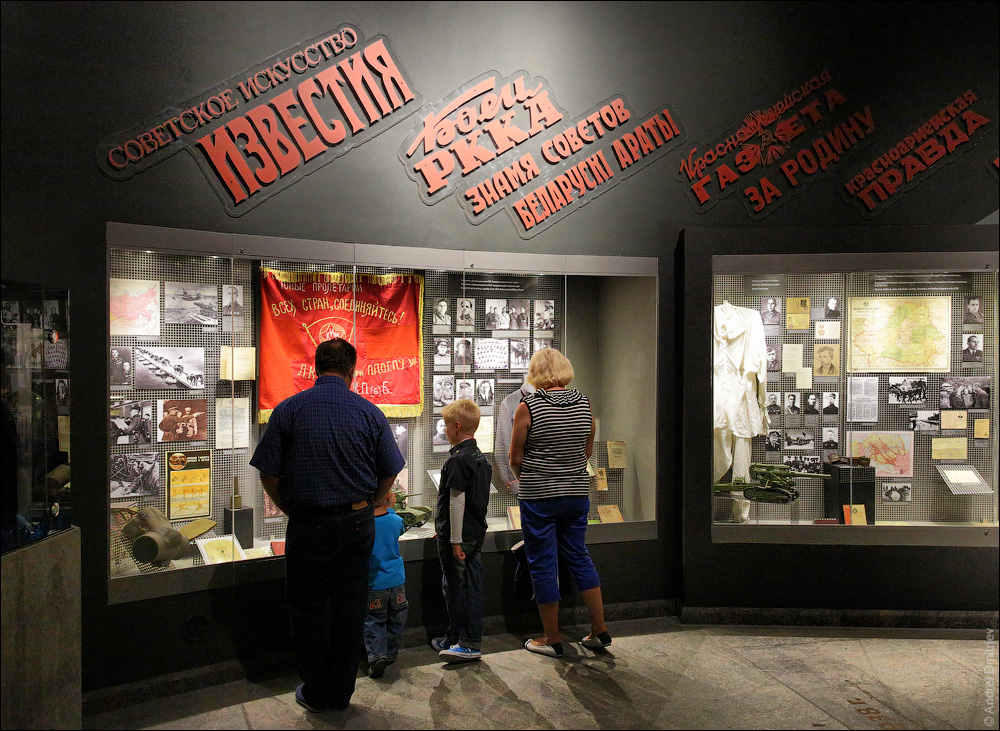
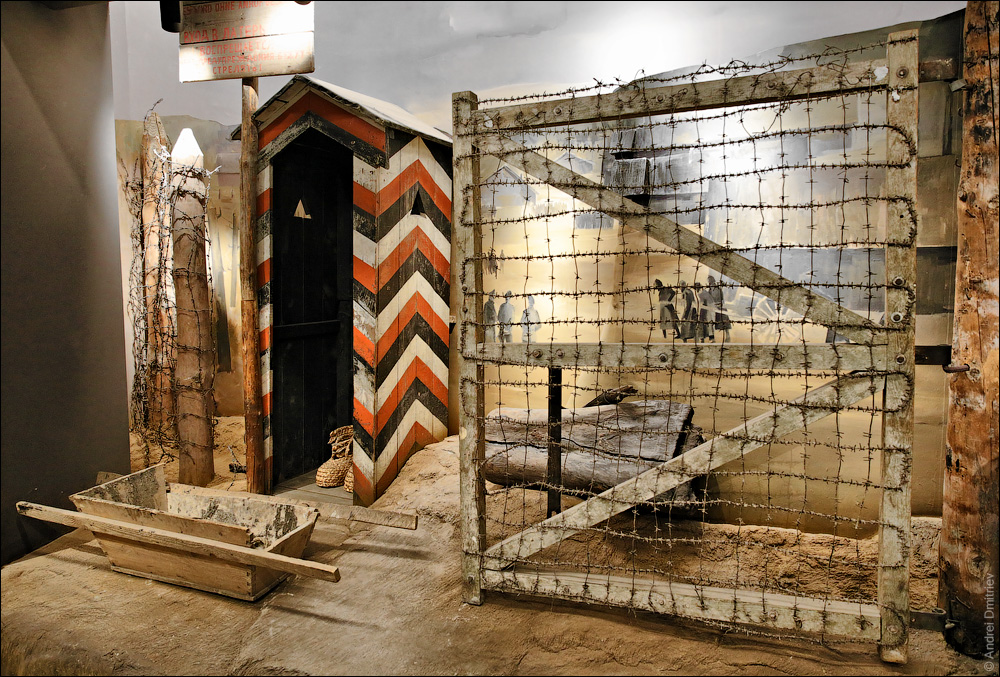